# Aega chelipous
Aega chelipous är en kräftdjursart som beskrevs av Barnard 1960. Aega chelipous ingår i släktet Aega och familjen Aegidae. Inga underarter finns listade i Catalogue of Life.